# Ekonomiczny Uniwersytet Dziecięcy
Ekonomiczny Uniwersytet Dziecięcy – ogólnopolski projekt edukacyjny prowadzony przez Fundację Promocji i Akredytacji Kierunków Ekonomicznych we współpracy z lokalnymi partnerami: w Warszawie – przy Szkole Głównej Handlowej w Warszawie, w Katowicach – przy Uniwersytecie Ekonomicznym w Katowicach, w Białymstoku – przy Uniwersytecie w Białymstoku oraz w Bełchatowie – we współpracy z Urzędem Miasta Bełchatowa. Przedsięwzięcie ma na celu popularyzację wiedzy i budowanie świadomości ekonomicznej wśród dzieci już od najmłodszych lat. Oferta edukacyjna EUD skierowana jest do uczniów klas piątych i szóstych szkół podstawowych. Program obejmuje również serie spotkań dla rodziców z zakresu wychowania i kształtowania postaw u najmłodszych. Partnerem strategicznym projektu jest Narodowy Bank Polski. 

## Realizacja zajęć dla dzieci
Uniwersytet działa w systemie semestralnym. W każdym semestrze realizowanych jest sześć spotkań. Problematyka zajęć koncentruje się wokół zagadnień z zakresu zarządzania, ekonomii, marketingu, historii gospodarczej, psychologii biznesu, etyki. Przystępność treści jest wzmacniana przez różnego typu wizualizacje multimedialne. Spotkania mają charakter interaktywny – są połączeniem wykładu, dyskusji, prac warsztatowych i publicznej prezentacji ich wyników. Odbywają się również quizy, turnieje, symulacje, prace plastyczne. Podczas warsztatów mali studenci wcielają się w rozmaite role: kierowników zespołów, negocjatorów, inwestorów giełdowych czy specjalistów ds. marketingu, ucząc się przy tym pracy w grupie, samodzielnego myślenia i planowania. 
Po każdym spotkaniu na stronie internetowej publikowane są materiały edukacyjne z wykładu, relacja wideo z zajęć oraz prezentowana jest galeria zdjęć, zawierająca zarówno fotografie samych uczestników zajęć, jak również wyników ich prac warsztatowych. 
Na zakończenie każdego ze spotkań studenci otrzymują wpisy do indeksu (pieczątki). Każdy student Uniwersytetu, który obecny jest na minimum 4 z 6 spotkań w danym semestrze, otrzymuje dyplom, a jeśli uczestniczy we wszystkich spotkaniach - dyplom z wyróżnieniem. Dodatkowo dla chętnych przewidziano test końcowy. Student, który uzyska najwyższą notę w danym ośrodku, otrzymuje wartościową nagrodę.

## Realizacja zajęć dla rodziców
W ramach spotkań EUD organizowane są również zajęcia dla rodziców. Zajęcia te mają pomóc w wychowaniu ekonomicznym dzieci oraz kształtowaniu u najmłodszych postaw i zachowań przedsiębiorczych. Na spotkaniach z opiekunami omawiane są następujące kwestie: jak przysposobić dziecko do rozsądnego dysponowania pieniędzmi, jak wychowywać w dobie internetu i otaczającej nas technologii, jak wykształcić w dziecku wrażliwość etyczną, jak wspierać dziecko w nauce, jaką rolę w procesie kształtowania postaw asertywnych u dziecka pełni rodzic, czy i jak można kształtować w dziecku umiejętność kreatywnego myślenia, jak rodzice mogą pomóc dziecku w odkrywaniu jego zainteresowań oraz wiele innych równie ważnych i interesujących zagadnień z zakresu wychowania. Zajęcia cieszą się bardzo dużym zainteresowaniem rodziców.

## Dotychczasowe edycje
Ekonomiczny Uniwersytet Dziecięcy rozpoczął działalność w kwietniu 2008 r. Łącznie jak dotąd zrealizowano trzy edycje - każdorazowo w zajęciach zaplanowano udział 150 dzieci. W pierwszym semestrze na 170 studentów przyjętych, zaliczenie otrzymały 134 osoby. W drugim semestrze na 151 przyjętych zaliczenie otrzymało 126 studentów – w tym aż 72 ukończyło zajęcia z wyróżnieniem. Do trzeciej edycji przyjęto 156 osób, z czego dyplom otrzymało 136 studentów.

## Biuro główne i ośrodki lokalne
Organizatorem przedsięwzięcia, prowadzącym Biuro główne EUD jest Fundacja Promocji i Akredytacji Kierunków Ekonomicznych.

### Ośrodek w Warszawie
Ośrodek warszawski prowadzony jest przez Centrum Rozwoju Edukacji Niestacjonarnej, Szkoła Główna Handlowa w Warszawie.
 Zajęcia dla dzieci i rodziców odbywają się w budynku głównym SGH.

### Ośrodek w Katowicach
Ośrodek w Katowicach prowadzony jest przez Uniwersytet Ekonomiczny w Katowicach.
 Zajęcia dla dzieci i rodziców odbywają się w budynku A.

### Ośrodek w Białymstoku
Ośrodek w Białymstoku prowadzony jest przez Uniwersytet w Białymstoku.
 Zajęcia dla dzieci i rodziców odbywają się w budynku Wydziału Ekonomii i Zarządzania UwB.

### Ośrodek w Bełchatowie
Ośrodek w Bełchatowie prowadzony jest przez Urząd Miasta Bełchatowa.
 Zajęcia dla dzieci i rodziców odbywają się w budynku Publicznego Gimnazjum Nr 4.